# Tachinidae

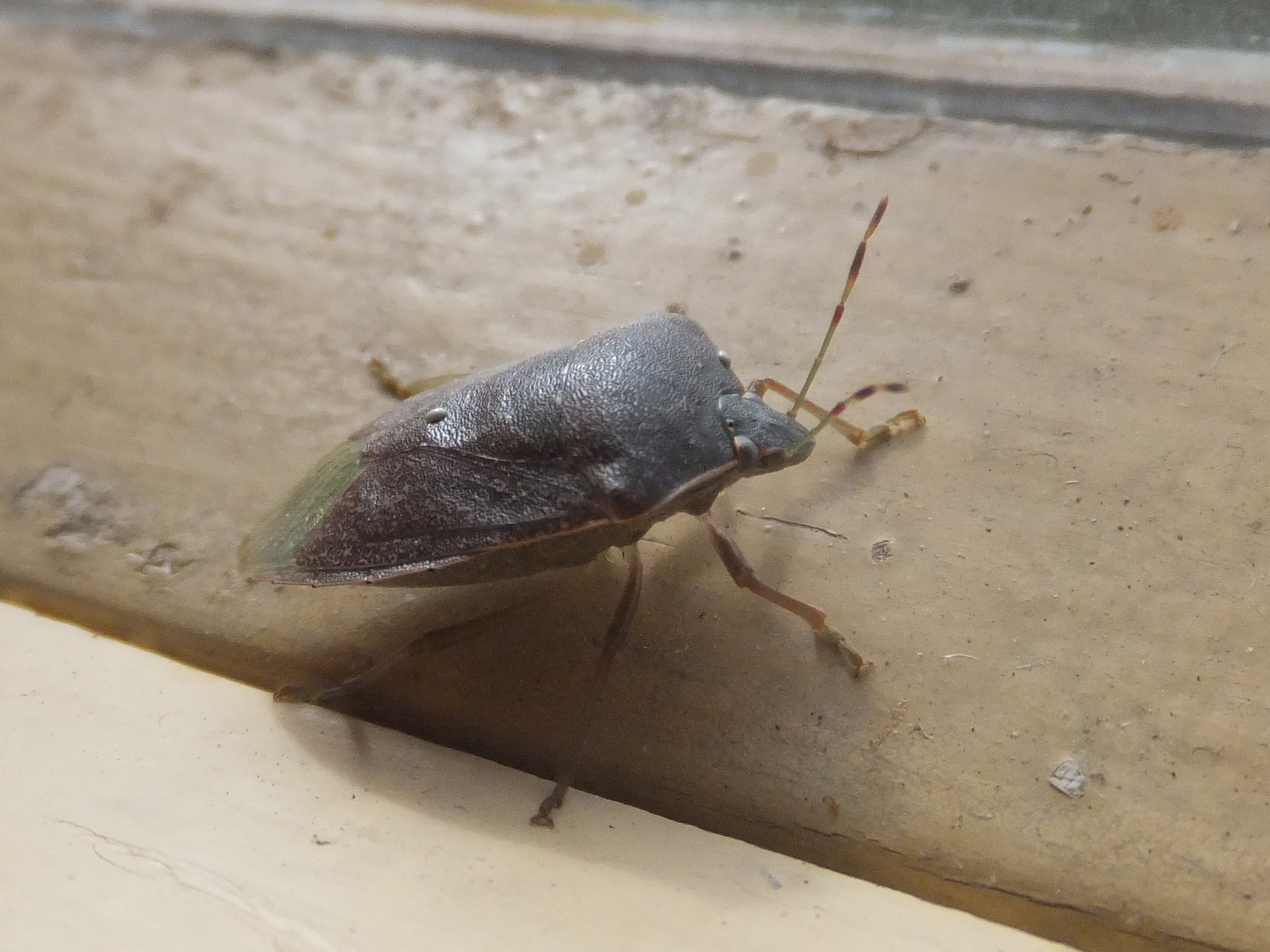
Dos huevos de taquínido en una chinche verde (Nezara viridula)

Los taquínidos (Tachinidae) son una numerosa familia de dípteros braquíceros de gran diversidad, con más de 10 000 especies; posiblemente quedan muchas más por describir. Se encuentran en todo tipo de hábitat y son de distribución mundial, con la mayor diversidad en regiones tropicales y subtropicales.

## Características
Las moscas adultas presentan gran variedad de aspectos, algunas son de colores brillantes, otras son poco llamativas y se parecen a las moscas domésticas. Pero la mayoría son robustas y con fuertes setas. Las antenas tienen tres segmentos y una arista. 

## Biología
Los taquínidos son parasitoides de otros artrópodos. Las larvas se desarrollan dentro del hospedante o huésped y finalmente lo matan. Otras pocas son parásitas que no matan al huésped. La mayoría de los taquínidos son parasitoides de orugas de Lepidoptera y de larvas y adultos de escarabajos; otras de adultos de Hemiptera o ninfas de Orthoptera. Raramente son parásitas de  otros dípteros o de otros artrópodos, por ejemplo, de los ciempiés. Unas pocas son especialistas de una sola especie de hospedante, la mayoría pueden parasitar a varias especies diferentes. Muchas son enemigos naturales de graves plagas y, por tanto, se las usa como controles biológicos. Algunas especies han sido introducidas en otros países con este propósito. Por otra parte, pueden ser plaga del gusano de seda.
Las hembras usan diversas estrategias, algunas insertan los huevos en el cuerpo del huésped o los depositan en la superficie externa, otras ponen los huevos en hojas de plantas que luego son ingeridas por los huéspedes. Las que parasitan a gusanos taladros de la madera ponen los huevos a la entrada de los agujeros hechos por la especie huésped. 
Los adultos se alimentan del néctar de las flores y también de polen, pueden ser así polinizadores importantes, especialmente a elevadas altitudes donde las abejas son escasas.

## Taxonomía
La taxonomía de esta familia presenta dificultades, basándose principalmente en rasgos morfológicos, pero así también en los hábitos reproductivos y en los estadios inmaduros.
El clado parece haberse originado en el Eoceno medio; incluye 1523 géneros.

## Distribución
Se han descrito alrededor de 8500 especies de Tachinidae en el mundo, pero el tamaño actual de la familia es mucho mayor debido a que las regiones tropicales contienen un gran número de especies aun por describir. El número de géneros de taquínidos reconocido a nivel mundial es actualmente de 1523. Este número se espera que aumente o disminuya en las próximas décadas a medida que los géneros se vayan agrupando en nuevos géneros más amplios y se acepten nuevos géneros  donde acomodar las especies que se van descubriendo para la ciencia.
La radiación de Tachinidae parece haber tenido lugar durante el Cenozoico, tras la ruptura de Gondwana. Por lo tanto, no hubo oportunidad para la dispersión de los antiguos linajes de Tachinidae entre los continentes del Sur (América del Sur, África y Australia). Esta parece ser la causa del patrón actual de endemicidad genérica. Las regiones biogeográficas con menor número de géneros endémicos son el Neártico y las regiones orientales, que funcionaban en parte como corredores para la dispersión de especies entre las regiones durante los períodos Terciario y Cuaternario.
La región paleártica también sirvió como ruta de dispersión entre el Neártico, la región afrotropical y las regiones orientales, pero su gran tamaño y su diversa geomorfología y variedad de climas permitió el desarrollo de un tamaño considerable de fauna endémica, tanto a nivel genérico como de especies. Los mayores niveles de endemicidad genérica se encuentran en el Neotrópico, región Afrotropical y Australasia, las cuales actuaron como callejones sin salida durante el Cenozoico y más adelante se convirtieron en lugares ideales para la evolución de faunas endémicas.
Número de géneros y especies de tachinidos por regiones biogeográficas, número y porcentaje de géneros endémicos de cada región:
| Número                 | Mundo | Neotrópico | Neártico | Paleártico | Afrotropical | Oriental | Australasia |
| ---------------------- | ----- | ---------- | -------- | ---------- | ------------ | -------- | ----------- |
| Especies               | 8500  | 2864       | 1345     | 1600       | 1006         | 725      | 808         |
| Géneros                | 1501  | 802        | 307      | 409        | 229          | 257      | 230         |
| Géneros endémicos      | 1089  | 622        | 61       | 145        | 95           | 42       | 124         |
| % de géneros endémicos | –     | 78 %       | 20 %     | 35 %       | 41 %         | 16 %     | 54 %        |

## Control biológico
Algunas especies de taquínidos parasitan especies que son consideradas plagas. Por eso se las puede usar como controles biológicos. Algunas especies son generalistas, por ejemplo  Compsilura concinnata usa por lo menos 200 huéspedes diferentes y no se puede usar como control biológico por su falta de especificidad. Otros, en cambio, son altamente específicos y sirven para este fin, por ejemplo Istocheta aldrichi, que ha sido introducida en Norteamérica para controlar al escarabajo japonés. Otro ejemplo es Triarthria setipennis que controla a Forficula auricularia.

## Galería de imágenes

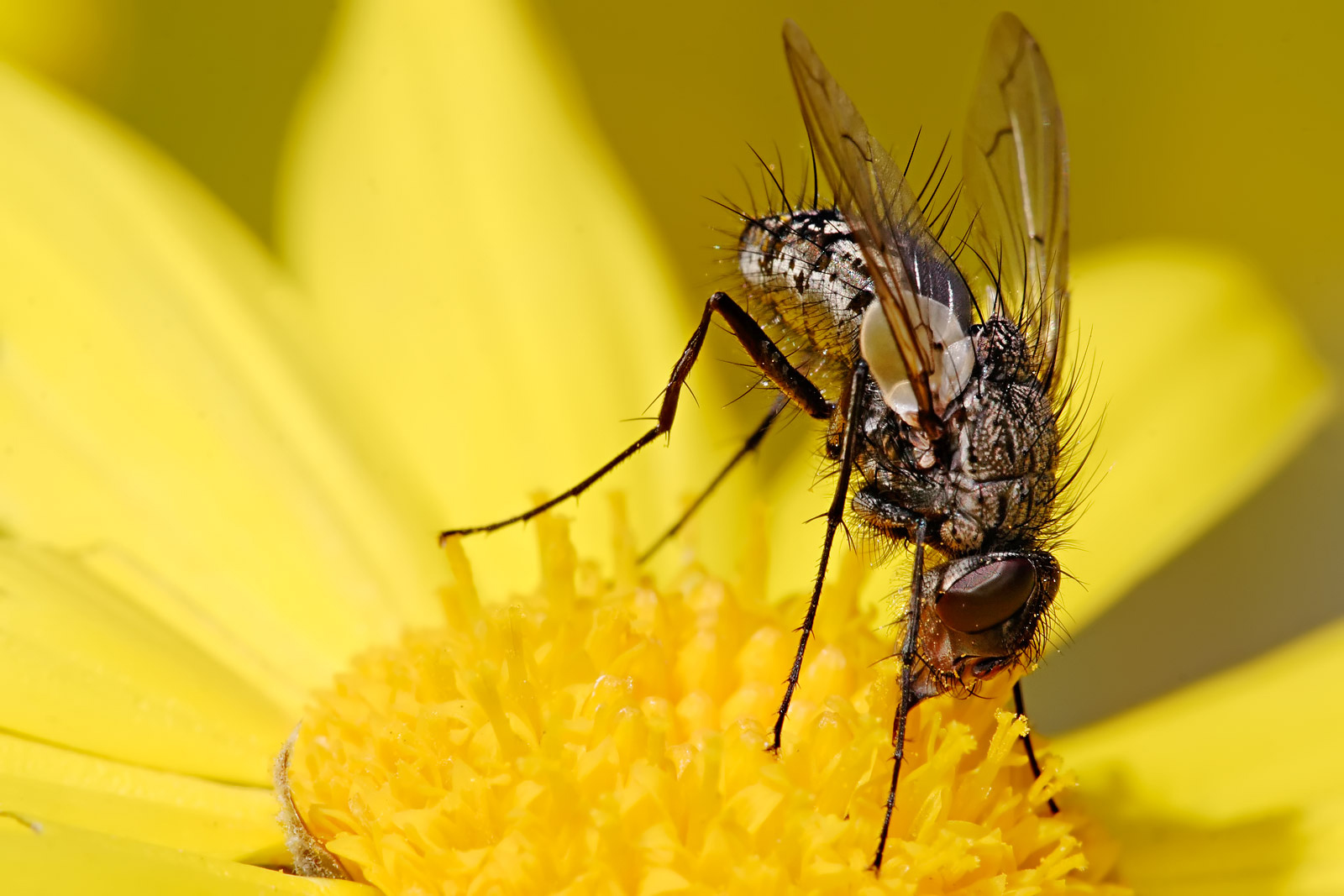
Taquínido
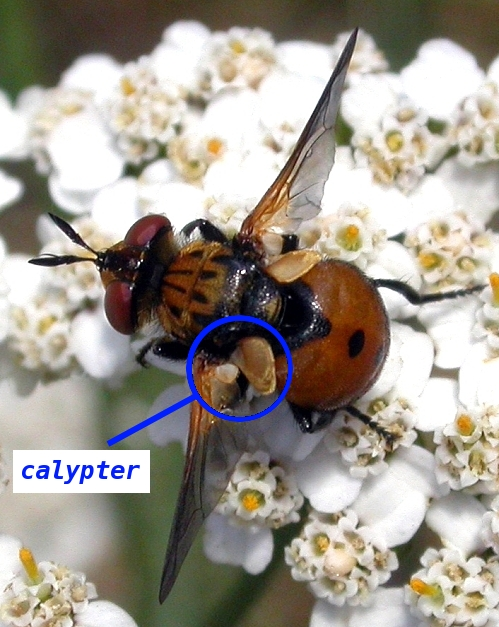
Gymnosoma rotundatum
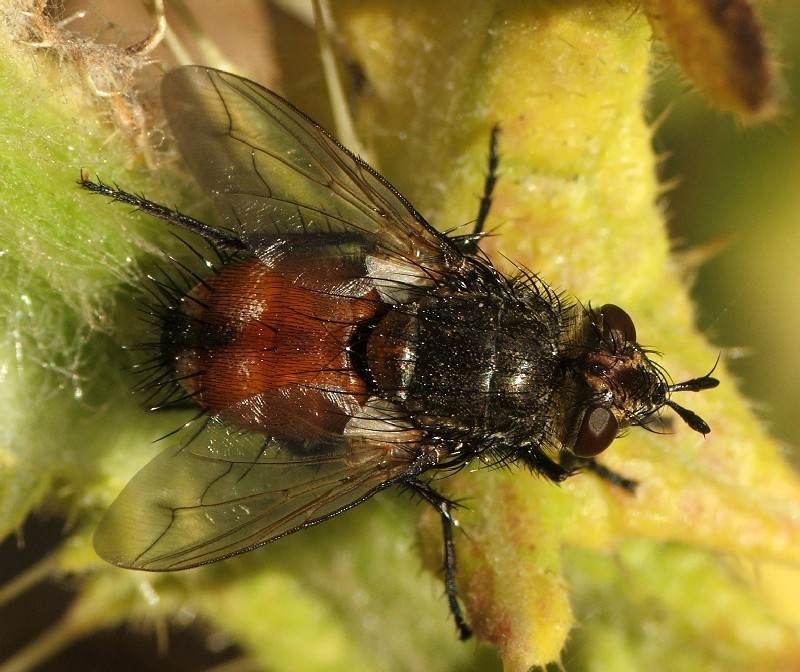
Nowickia sp.
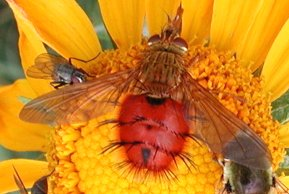
Adejeania vexatrix
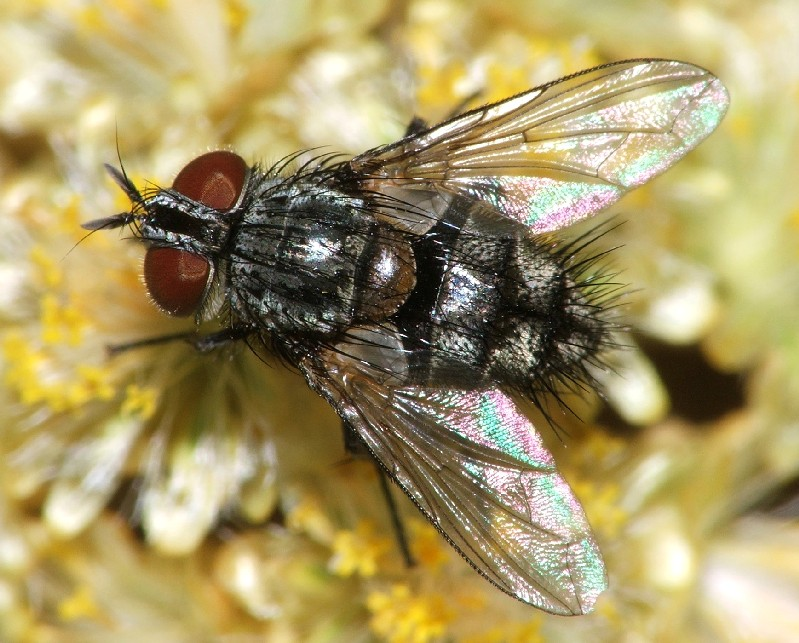
Carcelia sp.
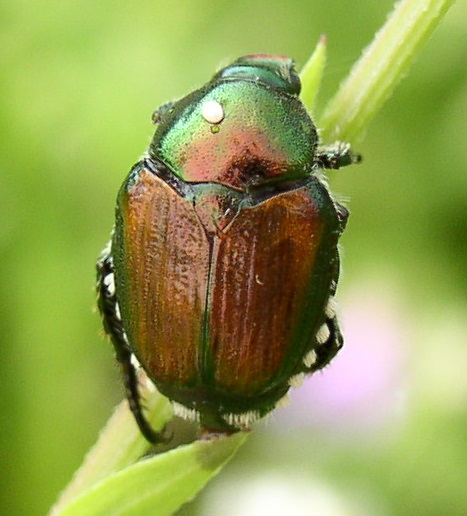
Huevo de Istocheta aldrichi en Popillia japonica
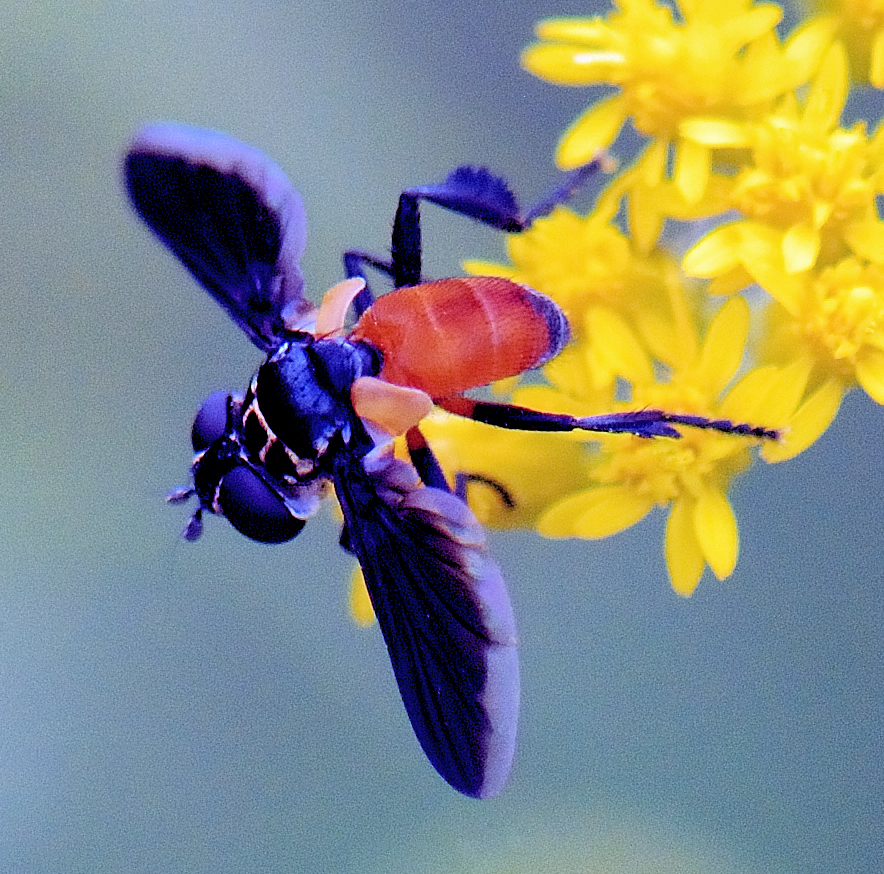
Trichopoda pennipes
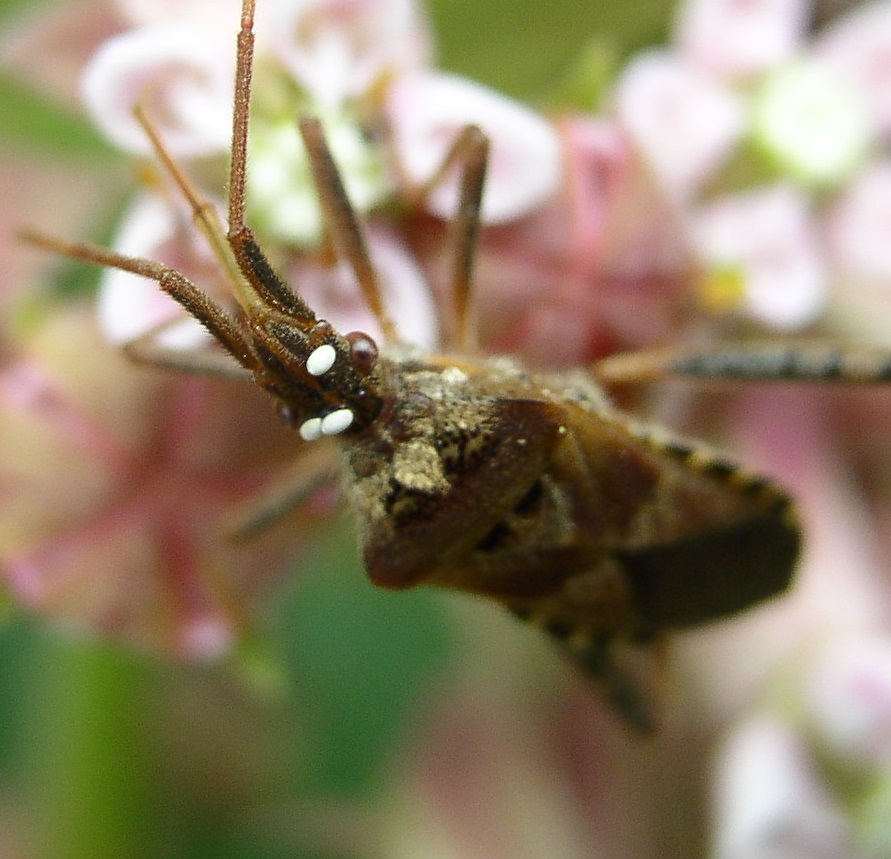
Huevos de taquínido en Leptoglossus
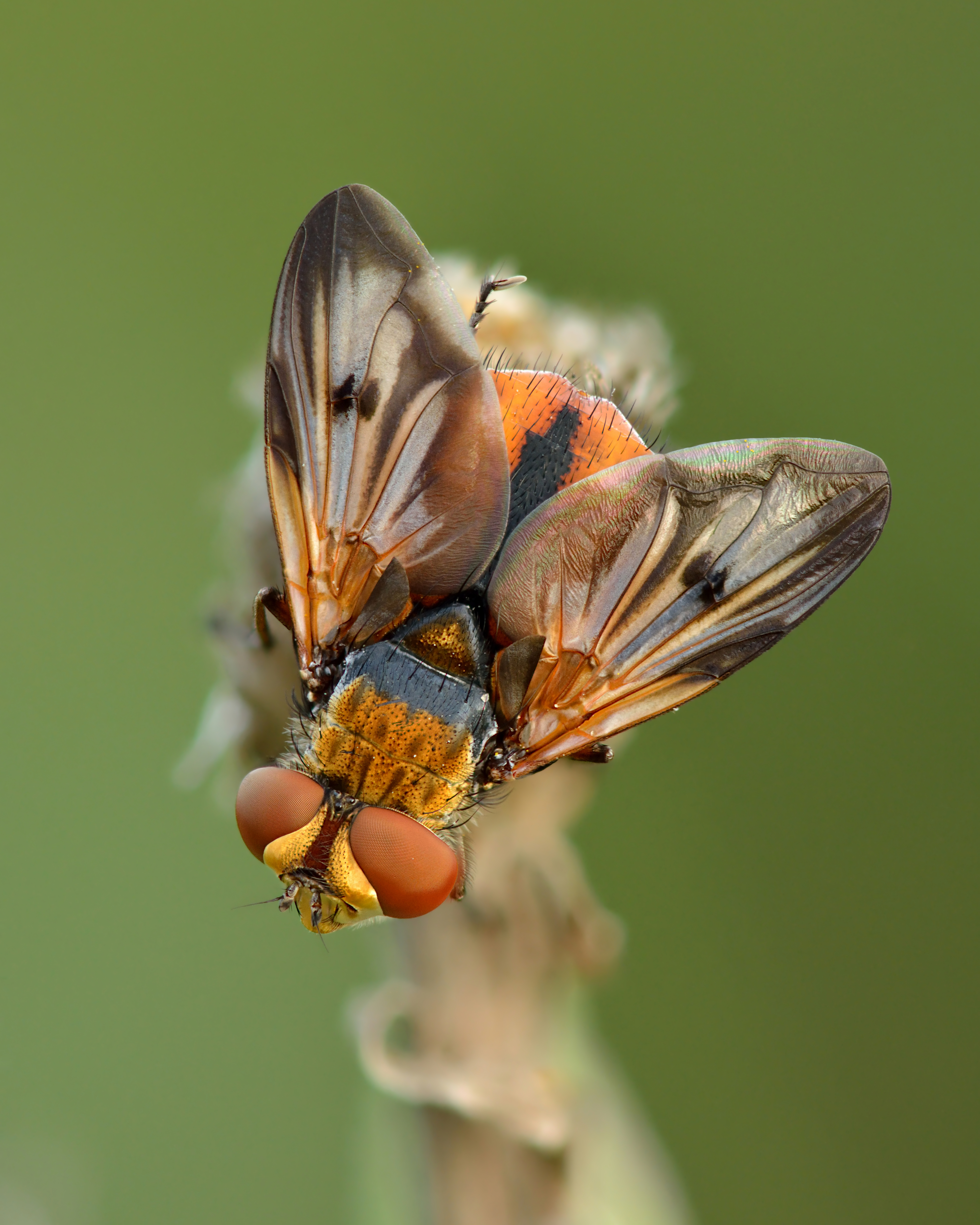
Ectophasia crassipennis